# Gilles Lussier
Pour les articles homonymes, voir Lussier.
Gilles Lussier (Montréal, 5 juin 1940 - ) est un prélat canadien qui fut missionnaire et évêque. Il fut évêque du diocèse de Joliette de 1990 à 2015.

## Biographie
Fils de Georges Lussier et Aline Saillant. Natif de Montréal, dans le quartier Hochelaga-Maisonneuve, il a servi dans la société des missions étrangères avant d'être ordonné en 1964. Il fut missionnaire au Honduras et enseigna au séminaire de Tegucigalpa.
Il revint en son pays en 1971, où il servit à titre de vicaire et de curé dans plusieurs paroisses du diocèse de Montréal. Le 23 décembre 1988, il est nommé évêque titulaire d'Augurus (de). En 1989, il est consacré évêque par le cardinal Paul Grégoire dans la cathédrale de Saint-Jérôme.
Arrivé à Joliette en 1991, il succéda à Mgr René Audet. Il a ensuite servi dans la commission théologique de la conférence des évêques catholiques du Canada.
Il a comme frère Normand Lussier, Marcel Lussier et comme sœur Pierrette Lussier.